# Rueda de Casino
Rueda de Casino (także Rueda, Casino Rueda, Salsa Rueda) jest specyficznym sposobem tańczenia salsy. Może brać w niej udział od dwu do nieograniczonej liczby par ustawionych w okręgu.
W latach 1950 Rueda de Casino rozwinęła się w Hawanie na Kubie w latach 60 przez słynną grupę Guaracheros de Regla, a jednym z jej głównych twórców był Jorge Alfaro.
Ruedę prowadzi lider (w hiszpańskim – líder lub cantante), wywołujący nazwy figur, tańczonych następnie przez wszystkie pary. Figury mogą być też oznaczone przez ruchy rękami, co jest przydatne w głośnych miejscach, gdzie znaki werbalne mogą nie być usłyszane. Niektóre szkoły salsy stosują jednak własne określenia na te same figury.
Taniec polega na wykonywaniu poszczególnych figur oraz przechodzeniu w niemal każdym takcie do kolejnego partnera po okręgu. Ruedę zazwyczaj rozpoczynamy w pozycji zamkniętej [Tiempo España] figurą „Al Centro”. Przejściu z pozycji zamkniętej do pozycji otwartej służy figura „Dile que no” [Powiedz jej „nie”!]. Najczęstszą figurą ruedy tańczoną w pozycji otwartej jest „Dame Una!” [Daj mi jedną!], polegająca na równoczesnej zmianie partnerów o jedną osobę. Mężczyźni w trakcie tej zmiany zwracają się do partnerek tańczących po prawej stronie i przechodzą do nich wykonując figurę „dile que no”.